# Leonard Ström
Karl Leonard Ström, född 11 juni 1887 i Tolfta församling, Uppsala län, död 2 september 1965 i Skutskärs församling, Uppsala län, var en svensk nyckelharpist, instrumentmakare och riksspelman. 

## Biografi
Ström föddes 1887 i Tolfta församling. Han blev 1946 riksspelman i nyckelharpa med kommentaren "För goda låtar och stilenligt spel".